# T-34 (영화)
《T-34》는 러시아에서 제작된 알렉세이 시도로프 감독의 2019년의 액션, 전쟁 영화이다. 또한 T-34에는 알렉산더 페트로브 등이 주연으로 출연하였다.
이 영화는 긍정적인 평가를 받았으며 비평가들은 제작 품질과 효과에 찬사를 보냈다.
T-34는 러시아에서 2019년 1월 1일 센트럴 파트너십을 통해 개봉되었으며 IMAX 포맷으로 변환되었다.

## 출연

### 주연
- 알렉산더 페트로브
- 이리나 스타르셴바움

## 같이 보기
- 화이트 타이거: 최강 전차군단
- 퓨리 (2014년 영화)